# Nazionale maschile under 17 di calcio del Portogallo
La nazionale di calcio del Portogallo Under-17 è la rappresentativa calcistica del Portogallo composta da giocatori Under-17; è affiliata alla UEFA ed è posta sotto l'egida della Federação Portuguesa de Futebol.

## Partecipazioni a competizioni internazionali

### Europei Under-17
- 2002: Primo turno
- 2003: Campione
- 2004: Terzo posto
- 2005: Non qualificato
- 2006: Non qualificato
- 2007: Non qualificato
- 2008: Non qualificato
- 2009: Non qualificato
- 2010: Primo turno
- 2011: Non qualificato
- 2012: Non qualificato
- 2013: Non qualificato
- 2014: Semifinali
- 2015: Non qualificato
- 2016: Campione
- 2017: Non qualificato
- 2018: Primo turno
- 2019: Quarti di finale
- 2022: Semifinali
- 2023: Primo turno
- 2024: Secondo Posto
- 2025: Campione

### Mondiali Under-17
- 1991: Non qualificato
- 1993: Non qualificato
- 1995: Quarti di finale
- 1997: Non qualificato
- 1999: Non qualificato
- 2001: Non qualificato
- 2003: Quarti di finale
- 2005: Non qualificato
- 2007: Non qualificato
- 2009: Non qualificato
- 2011: Non qualificato
- 2013: Non qualificato
- 2015: Non qualificato
- 2017: Non qualificato
- 2019: Non qualificato

## Palmarès
- Campionato d'Europa Under-17: 3

2003, 2016, 2025